# Ręczno (gmina)
Ręczno – gmina wiejska w województwie łódzkim, w powiecie piotrkowskim. W latach 1975–1998 gmina położona była w województwie piotrkowskim.
Siedziba gminy to Ręczno.
Przez gminę przepływa rzeka Pilica. Inne cieki wodne znajdujące się na terenie to Struga Zbyłowicka, Stobniczanka i jej dopływ Struga Młynki.
Według danych z 31 grudnia 2007 gminę zamieszkiwało 3616 osób.
Główna arterią komunikacyjną łączącą teren gminy z ośrodkami miejskimi jest droga wojewódzka nr 742.

## Struktura powierzchni
Według danych z roku 2007 gmina Ręczno ma obszar 88,90 km², w tym:
- użytki rolne: 56%
- użytki leśne: 38%

Gmina stanowi 6,22% powierzchni powiatu piotrkowskiego.

## Rezerwaty przyrody
Na terenie gminy znajdują się następujące rezerwaty przyrody:
- rezerwat przyrody Jawora – chroni wyżynne lasy liściaste i mieszane,
- rezerwat przyrody Wielkopole – chroni drzewostan jodłowy z rzadkimi gatunkami roślin w sąsiedztwie północnej granicy zasięgu.

## Historia
Ukazem carskim z dnia 15 III 1859 r. dotyczącym reorganizacji gmin wiejskich w Królestwie Polskim została utworzona gmina Ręczno, położona na terenie powiatu piotrkowskiego, guberni warszawskiej. W latach 1914–1918 zniesiony został dotychczasowy podział na gubernie. Gmina Ręczno znalazła się na terenie Gubernatorstwa Lubelskiego w austriackiej strefie okupacyjnej. Po odzyskaniu niepodległości w 1919 r. znalazła się w województwie łódzkim. Wydany 28 XI 1918 r. Dekret wprowadził w miejsce pełnomocników gminnych - rady gminne, jako organa zarządzające. W 1921 r. gmina zajmowała obszar 27.060 mórg podatkowych i liczyła 11.542 mieszkańców.  Dekret z 1918 r. obowiązywał do dnia wydania ustawy tj. do 23 III 1933 r., gdzie w miejsce Urzędów Gminy wprowadzono Zarządy Gminy. Od 1934 r. funkcjonowała nazwa Zarząd Gminny w Łękach Szlacheckich, Gminy Ręczno. Nazwa ta funkcjonowała do 1950 r., co świadczy o przeniesieniu siedziby gminy z Ręczna do wsi Łęki Szlacheckie. W okresie okupacji niemieckiej gmina znalazła się w granicach Dystryktu Radomskiego Generalnej Guberni. Z chwilą wyzwolenia kraju, na mocy ustawy KRN z 1944 r.gmina Ręczno została przekształcona na Gminną Radę Narodową w Ręcznie. Gmina Ręczno została przywrócona w wyniku reformy administracyjnej z 1975 roku, kiedy to wprowadzona została w życie ustawa z 28 maja 1975 r. o dwustopniowym podziale administracyjnym Państwa oraz o zmianie ustawy o radach narodowych. Nowo powstała gmina znalazła się w województwie piotrkowskim. W wyniku kolejnej reformy ustrojowej z 1999 roku wprowadzonej Ustawą z dnia 24 lipca 1998 r. o wprowadzeniu zasadniczego trójstopniowego podziału terytorialnego państwa, zlikwidowane zostało województwo piotrkowskie, gmina Ręczno znalazła się w granicach  powiatu piotrkowskiego, województwie łódzkim.

## Demografia

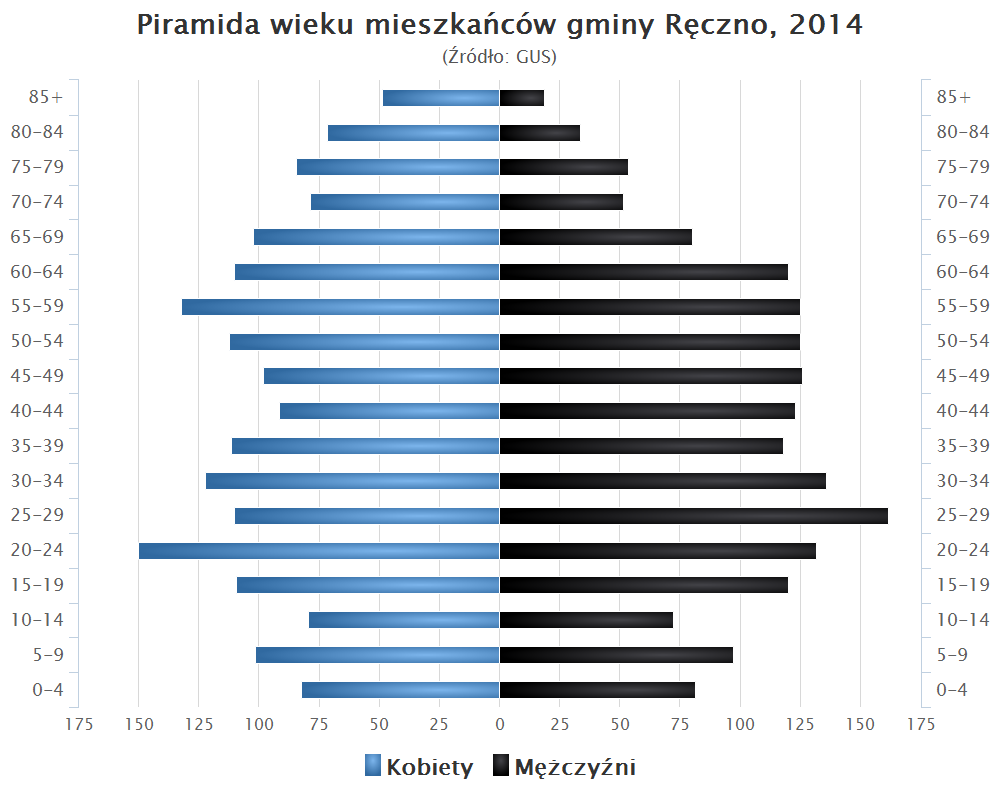
Piramida wieku mieszkańców gminy Ręczno w 2014 roku

Dane o ludności z 31 grudnia 2007:
| Opis                                | Ogółem | Ogółem | Kobiety | Kobiety | Mężczyźni | Mężczyźni |
| ----------------------------------- | ------ | ------ | ------- | ------- | --------- | --------- |
| Jednostka                           | osób   | %      | osób    | %       | osób      | %         |
| Populacja                           | 3616   | 100    | 1784    | 49,34   | 1832      | 50,66     |
| Wiek przedprodukcyjny (0–17 lat)    | 591    | 16,34  | 283     | 7,83    | 308       | 8,52      |
| Wiek produkcyjny (18–65 lat)        | 2300   | 63,61  | 1040    | 28,76   | 1260      | 34,85     |
| Wiek poprodukcyjny (powyżej 65 lat) | 725    | 20,05  | 461     | 12,75   | 264       | 7,3       |

## Turystyka
Przez teren gminy przebiegają szlaki turystyczne:
- czerwony pieszy szlak turystyczny – Szlak Partyzancki. Cały szlak ma 201 km długości i biegnie z Radomska przez Przedbórz, Łęg Ręczyński, Sulejów, Polichno, Tomaszów Mazowiecki, Inowłódz do Brudzewic. Szlak przebiega przez miejsca związane z walkami partyzantów i żołnierzy Wojska Polskiego podczas wojny obronnej w 1939 roku, a później podczas okupacji hitlerowskiej
- szlak wodny Pilicy długość: 228 km. Trasa: Zarzecze k. Szczekocin - Zarzecze k. Szczekocin – Przedbórz – Faliszew – Skotniki (powiat piotrkowski) – Sulejów – Zalew Sulejowski – Tomaszów Mazowiecki – Spała – Inowłódz – Żądłowice – Grotowice – Domaniewice – Nowe Miasto nad Pilicą – Białobrzegi – Warka – ujście Pilicy
- fragmenty Łódzkiego Szlaku Konnego.

## Zabytki
Według rejestru zabytków NID na listę zabytków wpisane są obiekty:
- Ręczno Kościół Parafialny pw. Św. Stanisława, decyzja nr WUOZ-640/359/2008 z dnia 2008-10-09
- Ręczno Dzwonnica, decyzja nr WUOZ-640/359/2008 z 2008-10-09
- Bąkowa Góra – Kościół parafialny p.w. św. Trójcy, nr rej.: 212, decyzja nr KL.IV-680/553/67 z 1967-12-27
- Bąkowa Góra – Dzwonnica, nr rej.: 213, decyzja nr KL.IV-680/554/67 z 1967-12-27
- Bąkowa Góra – Zamek, nr rej.: 214, decyzja nr KL.IV-680/555/67 z 1967-12-27
- Majkowice – Ruiny zamku, nr rej.: 738, decyzja nr KL.IV-680/591/67 z 1967-12-27.
Na terenie gminy występują także zabytkowe obiekty techniczne. Dwa drewniane młyny w Stobnicy (Młyn Piła i Młyn Olszyny) wpisane do gminnej ewidencji zabytków.

## Sołectwa
Bąkowa Góra, Będzyn, Dęba, Kolonia Ręczno, Łęg Ręczyński, Łęki Królewskie, Majkowice, Nowinki, Paskrzyn, Ręczno, Stobnica, Stobnica-Piła, Wielkopole, Zbyłowice.

## Sąsiednie gminy
Aleksandrów, Łęki Szlacheckie, Masłowice, Przedbórz, Rozprza, Sulejów